# Vadelaincourt
Vadelaincourt ist eine französische Gemeinde mit 77 Einwohnern (Stand: 1. Januar 2022) im Département Meuse in der Region Grand Est (vor 2016: Lothringen). Sie gehört zum Arrondissement Verdun, zum Kanton Dieue-sur-Meuse und zum Gemeindeverband Val de Meuse-Voie Sacrée.

## Geographie
Die Gemeinde Vadelaincourt liegt am gleichnamigen Flüsschen Vadelaincourt, einem Zufluss der Cousances, 15 Kilometer südwestlich von Verdun. Umgeben wird die Gemeinde Vadelaincourt von den Nachbargemeinden Les Souhesmes-Rampont im Westen und Norden, Lemmes im Osten sowie Osches im Süden.

## Geschichte
Von 1973 bis 1984 war Vadelaincourt Teil der Gemeinde Les Quatre-Vents.

## Bevölkerungsentwicklung
| Jahr                       | 1962 | 1968 | 1982 | 1990 | 1999 | 2004 | 2009 | 2019 |
| Einwohner                  | 74   | 51   | 60   | 64   | 59   | 57   | 66   | 75   |
| Quellen: Cassini und INSEE |      |      |      |      |      |      |      |      |

## Sehenswürdigkeiten

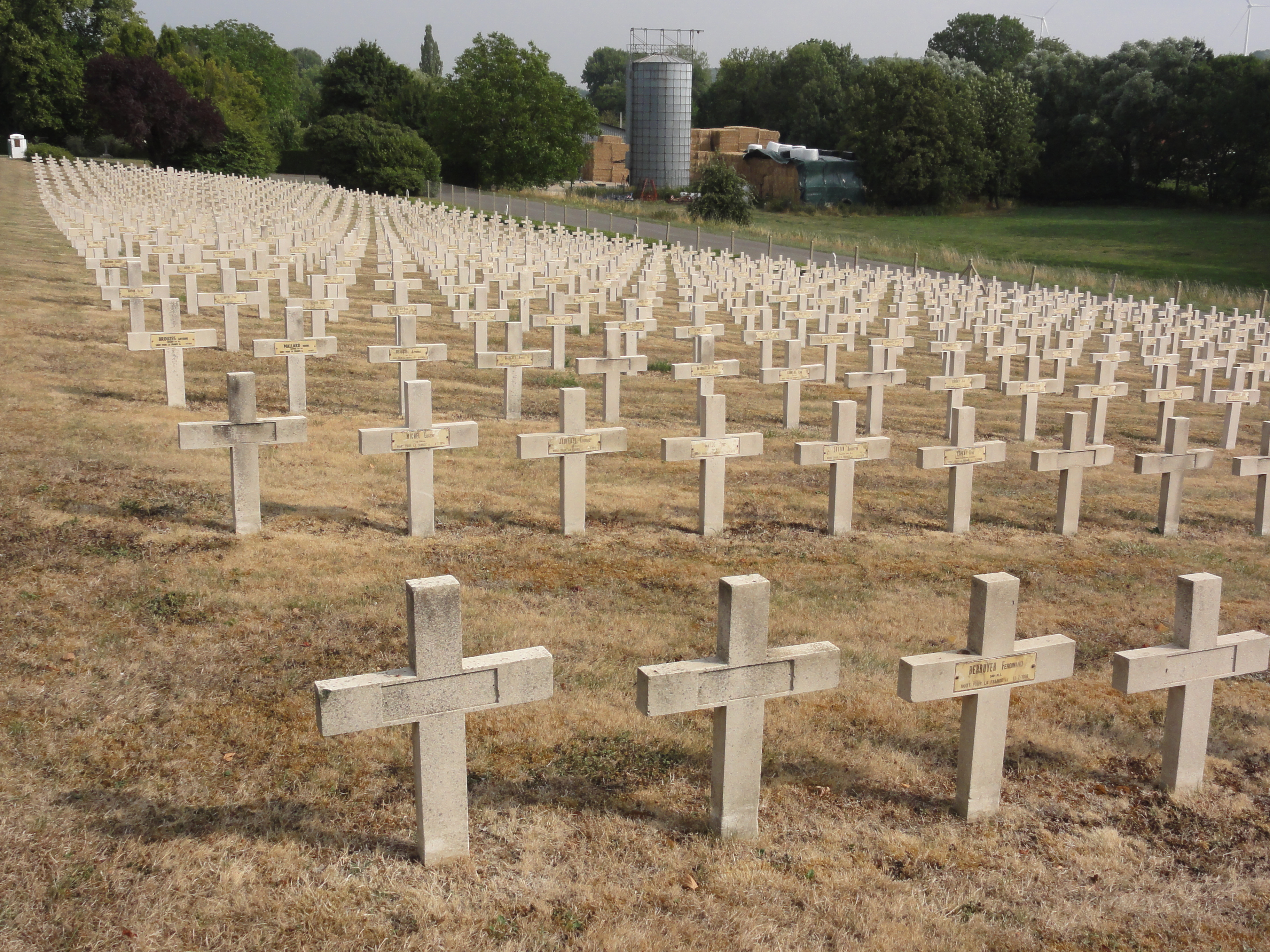
Nationalfriedhof

- Nationalfriedhof